# أنابيناوات
الأنابيناوات (الاسم العلمي: Anabaenoideae) هي أسرة من البكتيريا تتبع الفصيلة النوستكية من رتبة النوستكيات.

## أجناس الأنابيناوات
- الأنابينة